# Тайната вечеря на Дякона Левски
„Тайната вечеря на дякона Левски“ е българска телевизионна театрална постановка (драма) от 2003 година на режисьора Димитър Шарков, по сценарий на Стефан Цанев. Създадена е по едноименната пиеса на Стефан Цанев. Художник на постановката е Стефка Данчева.

## Актьорски състав
- Даниел Цочев — Васил Левски
- Васил Михайлов — Панайот Хитов
- Стоян Алексиев — Миткалото
- Валентин Танев — Христо Иванов Големия
- Доротея Тончева — Наталия Каравелова
- Николай Урумов — Димитър Общи
- Владимир Пенев — Анастас Попхинов
- Валери Йорданов – Вутьо Ветев
- Вълчо Камарашев – Иванчо Хаджипенчович
- Златина Тодева – Майката
- Ана Пападопулу – Мария
- Веселин Вълков – Пазач
- Петър Василев – Момчето